# Stabelhøje
Stabelhøje eller Stabel Høje er to bronzealderhøje med toppe henholdsvist 135 meter og 133 meter over havet ved landsbyen Agri i Mols Bjerge på det sydlige Djursland. Højene stammer fra den tidlige bronzealder 1800 - 1000 år før vor tidsregningen. Stabelhøje er et af de fire mest kendte udsigtspunkter i Mols Bjerge. De tre andre er Agri Baunehøj, Trehøje, og Ellemandsbjerg. 
I den tidlige bronzealder blev høvdinge og andre betydningsfulde personer begravet i gravhøje i en udhulet egestamme. Ofte blev højene benyttet ad flere omgange, så der både kan være tidlige kistebegravelser og senere urnebegravelser i samme høj. Bronzealderen er præget af internationalisering, eksempelvis med import af kobber og tin, som grundlag for bronzefremstilling, og eksport af kvæg. Arkæologer regner med at gravskikken blev ændret fra kistebegravelser til ligbrænding som konsekvens af international indflydelse. Det samme kan være tilfældet i de ikke udgravede Stabelhøje.
Fra højene er der udsigt hen over Kalø Slotsruin i Egens Vig i bunden af Aarhus Bugten i retning vest, mod Jylland. Mod nord kan man se ind over den bakkede agerjord på det sydlige Djursland. I retning øst er der udsigt til de central bakker i den fredede, udyrkede, del af Mols Bjerge. Herunder det højeste punkt i området, Agri Baunehøj, der er 137 m. o. h., og ligger en kilometer syd-øst for Stabelhøje. I østlig retning kan man også skimte Ebeltoft Vig. Mod syd er der udsigt til Jyllands vestkyst med Aarhus, hen over Knebel Vig i Molslandet inklusive den kupperede halvø, Helgenæs, på det allersydligste Djursland. Højdeforskellene understreges af, at der er udsyn hele vejen ned til havet.  
Stabelhøjene er tilgængelige i bil ad små veje til en lille p-plads og en infostander. Fra p-pladsen er der en kort sti op til den højeste og sydligste af de to Stabelhøje. Området ligger inden for Nationalpark Mols Bjerge. 
De to bronzealderhøje er 5 - 6 meter høje, og hver især opbygget af op til 650.000 stykker stablet græs- og lyngtørv. Noget der svarer til afskrælning af tørv fra et areal på op mod 7 hektar per høj.
Kendetegnede for bronzealderhøjene er, at der efterhånden  blev udvasket et hårdt beskyttende allag med forøget indhold af metaloxider mellem det øverste muldlag og det indre af højene. Allaget har fungeret som et lufttæt låg  over gravene, og forhindret nedbrydningen af indholdet i højen.
Bygning af store bronzealderhøje som Stabelhøjene er et arbejde, der er udført af mange mennesker med anvendelse af primitive før-jernalder redskaber. En indsats der er en lille brik i skabelsen af de 60.000 kæmpehøje, som er registreret i Danmark. Det er beregnet, at der i  ældre bronzelader, 1800 - 500 år før Kristi fødsel, er blevet bygget 100 - 150 gravhøje årligt. Noget der vidner om en organiseret, 2500 - 3800 år gammel, før-kristen kultur med en stærk fælles kultisk-religiøs overbygning.